# Pianeti di Star Trek
Lista dei pianeti presenti nell'universo fantascientifico di Star Trek.

## Classificazione planetaria
Nell'universo fantascientifico di Star Trek vige una specifica classificazione dei pianeti, differente da quella terrestre del XXI secolo. Questa classificazione è introdotta presso gli umani dai più progrediti Vulcaniani nel corso delle prime esplorazioni extrasolari umane, narrate nella serie televisiva Star Trek: Enterprise. Secondo tale classificazione i pianeti si distinguono per classi identificate da una lettera dalla A alla Y. Quella più citata negli episodi è la Classe M, che identifica pianeti abitabili simili alla Terra.
Nell'universo fantascientifico di Star Trek, ai nomi propri che alcuni pianeti possono già avere, si affianca una denominazione standard che associa al nome della stella un numero progressivo secondo il sistema romano o arabo, ordinato dal pianeta più vicino al più lontano dalla stella. Viene cioè esteso ai sistemi planetari, lo schema proposto da Galileo Galilei per la denominazione dei satelliti medicei di Giove, che, sebbene fu soppiantato dai nomi propri assegnati alle quattro lune, rimase in uso tra gli astronomi e fu utilizzato dalla NASA negli studi per lo sviluppo delle prime missioni interplanetarie negli anni sessanta e settanta per le numerose lune dei pianeti del Sistema solare esterno.
Estendendo dunque a titolo esemplificativo tale denominazione ai pianeti del Sistema solare, Mercurio verrebbe indicato  Sol1, Venere,  Sol2, la Terra, Sol3, fino a Nettuno, Sol8. 
Segue un elenco delle classi planetarie adottate in  Star Trek.
- Classe A: la superficie è parzialmente liquida, l'atmosfera è composta da idrogeno e i suoi composti primari. Si evolve in un pianeta di classe C. Pianeti di classe A conosciuti: Gothos, nell'universo di Star Trek.
- Classe B: la superficie è parzialmente liquida con elevate temperature, con una tenue atmosfera con pochi gas attivi chimicamente. Generalmente si situa molto vicino alla sua stella. Apparterrebbero alla classe B i pianeti di lava prossimi alla loro stella.
- Classe C: è un pianeta esterno geologicamente inattivo, con basse temperature e presenza di metano. Un esempio di pianeta di classe C è Psi 2000 nell'universo di Star Trek, mentre tra gli oggetti astronomici conosciuti apparterrebbero a questa classe i plutoidi Plutone, Caronte, Eris, 50000 Quaoar, 90482 Orcus e la luna di Nettuno Tritone.
- Classe D: ha una superficie butterata di crateri meteoritici, con un'atmosfera assente o tenue. Generalmente è una luna o un planetoide (ad es. asteroide, oggetto transnettuniano).[4] Esempi di pianeti di classe D tra gli oggetti astronomici conosciuti: La Luna della Terra, le luna di Saturno Iperione, Febe e Mimas, la luna di Giove Callisto, la luna di Urano Oberon, Rura Penthe nell'universo di Star Trek[5], Regula.
- Classe E: ha una superficie liquida con alte temperature, con un'atmosfera di composti dell'idrogeno e gas estremamente reattivi. Si evolve in una classe F. Pianeti conosciuti di Classe E: Excalbia, nell'universo di Star Trek.
- Classe F: è caratterizzato da violente eruzioni vulcaniche, con un'atmosfera di composti dell'idrogeno. Si evolve in una classe G, può ospitare forme di vita basate sul silicio. Pianeti conosciuti di Classe F: Janus IV, nell'universo di Star Trek, la luna di Giove Io.
- Classe G: è un pianeta in fase di cristallizzazione. Nell'atmosfera sono presenti anidride carbonica e altri gas tossici. Può ospitare forme di vita primitive e si può evolvere in una classe K, L, M, N, O, oppure P. Pianeti di classe G conosciuti: Delta Vega, nell'universo di Star Trek.
- Classe H: ha una superficie calda e arida con poca acqua disponibile. Può contenere gas pesanti e vapori metallici nell'atmosfera. Può ospitare piante resistenti alla siccità e alle radiazioni e piccoli animali; pianeta desertico.[4] Pianeti conosciuti di Classe H: Tau Cygna V, Rigel XII, nell'universo di Star Trek.
- Classe I: ha una superficie tenue con idrogeno e composti dell'idrogeno. Irradia calore. Zone molto differenti per composizione, pressione e temperatura. Può essere presente del vapor acqueo. Supergigante gassoso, stella mancata. Pianeti di Classe I conosciuti: Q'tahL, nell'universo di Star Trek.
- Classe J: ha una superficie tenue con idrogeno e composti dell'idrogeno. Irradia poco calore. Zone molto differenti per composizione, pressione e temperatura. Può ospitare forme di vita basate sugli idrocarburi.[4] Pianeti di Classe J conosciuti: Giove, Saturno, 55 Cancri b, 55 Cancri c, 55 Cancri f, e Kerkhov, nell'universo di Star Trek.
- Classe K: è un pianeta sterile con poca acqua disponibile. Atmosfera sottile, formata principalmente da anidride carbonica. Può ospitare forme di vita primitive unicellulari. Adattabile alla colonizzazione in ambienti pressurizzati.[4] Esempi di pianeti di Classe K: Marte, Lonita (luna di Betazed), nell'universo di Star Trek.
- Classe L: ha una superficie sterile e rocciosa con poca acqua disponibile. Atmosfera composta da ossigeno e argon con un'alta concentrazione di anidride carbonica. Eventuali forme di vita indigene sono limitate alla flora; adatto alla colonizzazione umanoide. Potrebbe essere necessaria la somministrazione di composto triossido.[4] Pianeti di Classe L conosciuti: Indri VIII; Pianeta dei 37's, Borg Prime.
- Classe M: contrazione di classe Minshara (dal vulcaniano). La superficie dei pianeti di classe M è principalmente composta da silicati e acqua con una superficie di terre emerse di almeno il 20%. L'atmosfera contiene principalmente ossigeno e azoto con altri gas presenti in tracce. I pianeti di classe M sono geologicamente attivi e perfettamente adatti alla vita umana.[4] Pianeti di Classe M conosciuti:Andoria, Babel, Bajor, Betazed, Camor V, Camus II, Canopus, Capella IV, Cardassia I, Cardassia II, Cardassia III, Cardassia IV, Cardassia V, Cardassia VI, Casperia Prime, Catualla, Celtris III, Cestus III, Cheron, Coridan, Denobula, Jeraddo, Kaminar, Nibiru, Qo'noS, Raisa, Rakosa V, Rekag-Seronia, Remus, Risa, Romulus, Ruah IV, Rubicun III, Rutia IV, Tellar, Terra, Trill, Vulcano.
- Classe N: è caratterizzato da alte temperature a causa dell'effetto serra, l'acqua è presente solamente come vapore. Atmosfera molto densa con anidride carbonica e composti di zolfo. Inadatto alla vita.[4] Pianeti di Classe N conosciuti: Venere.
- Classe O: è composto da acqua allo stato liquido che ricopre almeno l'80% della superficie. Atmosfera di ossigeno e azoto con altri gas presenti in tracce. Pianeta oceanico geologicamente attivo, perfettamente adatto alla vita umana. Pianeti di Classe O conosciuti: Argo.
- Classe P: è formato da acqua allo stato solido (ghiaccio) che ricopre almeno l'80% della superficie. Ossigeno e azoto con altri gas presenti in tracce nell'atmosfera. Le forme di vita vegetali, animali e umanoidi possono sopravvivere difficilmente. Possiede oceani di vapore con tempeste che generano antimateria e gas deuterio. Pianeta di Classe P conosciuti: Exo III, Ysida.[6]
- Classe Q: varia dallo stato fuso al ghiaccio di acqua e di anidride carbonica. Da tenue a molto densa l'atmosfera. Orbita molto eccentrica che fa variare notevolmente il clima. Pianeti di Classe Q conosciuti: Genesis.
- Classe R: potrebbe essere temperato in presenza di attività geotermica. Gas derivanti da eruzioni vulcaniche compongono l'atmosfera. Pianeta errante, può ospitare piante e forme animali che non dipendono dall'irraggiamento solare.[4] Pianeti di Classe R conosciuti: Dakala.
- Classe S: ha una superficie tenue con idrogeno e composti dell'idrogeno. Irradia molto calore. Zone molto differenti per composizione, pressione e temperatura. Può essere presente del vapor acqueo. Ultragigante con un diametro dai 10 ai 50 milioni di chilometri.
- Classe T: ha una superficie tenue con idrogeno e composti dell'idrogeno. Irradia molto calore. Zone molto differenti per composizione, pressione e temperatura. Può essere presente del vapor acqueo. Ultragigante con un diametro di oltre 50 milioni di chilometri.[4]
- Classe Y: la temperatura può raggiungere i 500 kelvin. L'atmosfera è turbolenta e spesso tossica per la vita umana. Sono presenti campi elettrici forti ed estesi, dannosi anche per le navi in orbita. Un pianeta di questa classe viene a volte soprannominato Demon Planet.[4] Pianeti di Classe Y conosciuti: avamposto Tkon del sistema Delphi Ardu.

## A

### Alshain IV
È il pianeta natale del popolo degli Alshain o "popolo farfalla", fuoriuscito dalla Federazione nel XXXI secolo in seguito al Grande Fuoco.

### Andoria

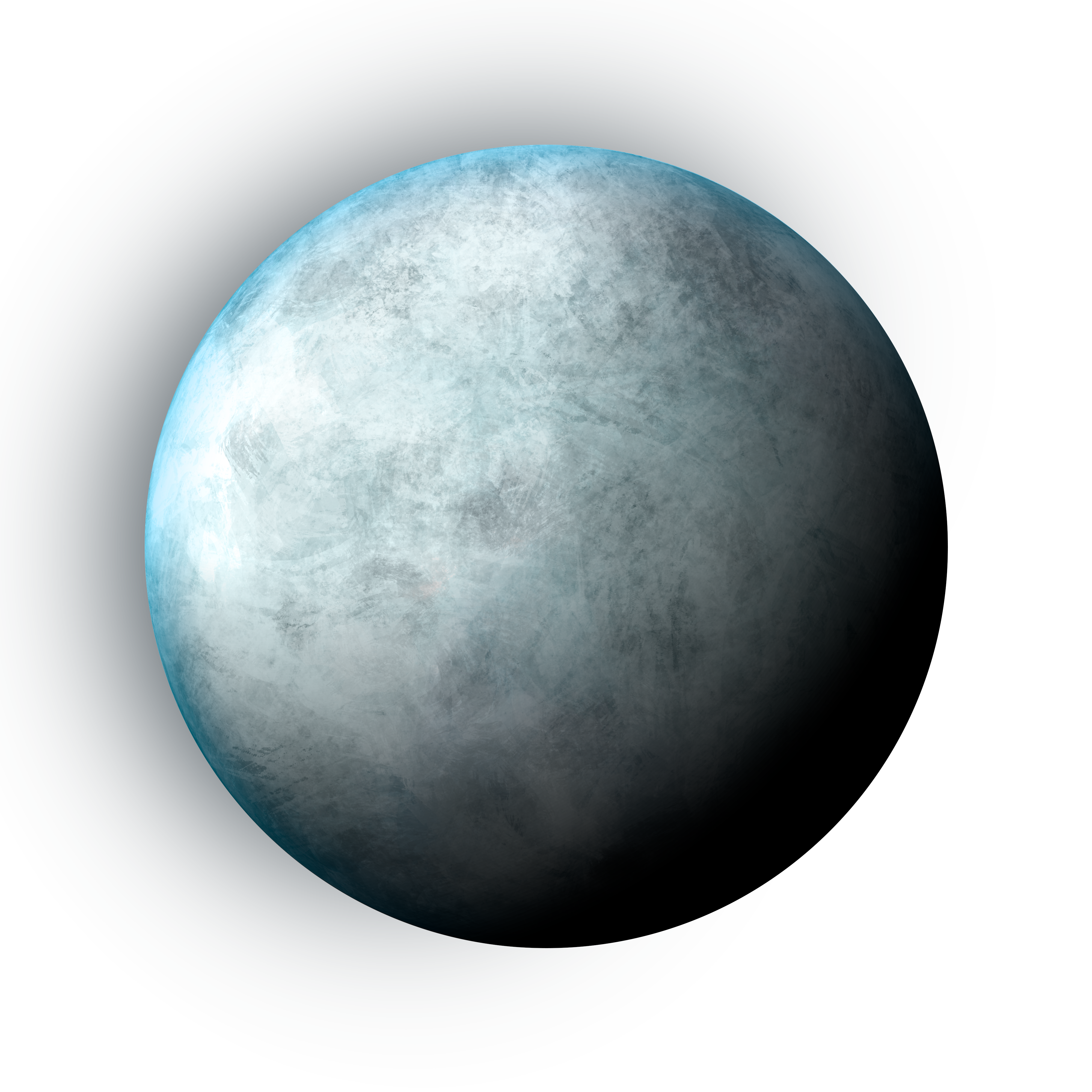
Rappresentazione amatoriale di Andoria.

Andoria è un pianeta di classe M, satellite di un pianeta gassoso circondato da anelli, situato a pochi anni-luce da Vulcano. È un mondo molto freddo, caratterizzato da inverni quasi perenni e temperature bassissime. Per questo motivo la sua popolazione, gli Andoriani, vivono nel sottosuolo vicino alle fonti geotermiche.
Andoria si trova in un sistema vicino a Vulcano, che portò a una serie di conflitti tra l'impero andoriano e i Vulcaniani. Nel 2154, l'Alto Comando Vulcaniano dispiegò una flotta di dodici navi stellari a Regulus, che si trovava appena fuori dal raggio d'azione dei sensori andoriani, preparandosi ad attaccare Andoria. Andoria era anche relativamente vicino al sistema Sol, e l'impero andoriano occupava lo spazio tra Babel e Tellar Prime. Nel 24º secolo, Andoria si trova vicino al confine cardassiano.
Andoria è un mondo di ghiaccio, con un'atmosfera di ossigeno-ossigeno respirabile dall'uomo. Le città andoriane sono sottoterra e assorbono le loro energie dall'attività geotermica. Le città sono collegate tra loro da migliaia di chilometri di gallerie.
Solo durante rare ondate di caldo la temperatura su Andoria sale al di sopra dello zero, e anche allora solo per poche settimane alla volta. Nei rifiuti del nord, una lettura della temperatura di −28 °C non era insolita durante la metà dell'estate.
Con Arrakis, del ciclo fantascientifico di Dune, è citato come esemplificazione di pianeta abitato, ma dalle condizioni estreme, tanto da chiedersi se i suoi abitati umanoidi possano esservisi evoluti o se non siano giunti come colonizzatori da un altro mondo. È anche indicato come esemplificazione di esoluna abitabile.

### Axanar
Axanar è il pianeta nativo degli Axanar. Nei pressi di questo pianeta si svolse la battaglia di Axanar, seguita, una decina di anni dopo, da una missione di pace a cui prese parte il cadetto James T. Kirk (Serie Classica: Corte marziale, Il sogno di un folle).
Secondo la cartografia ufficiale di Star Trek, il pianeta Axanar è situato nel sistema Axanar che coinciderebbe con il sistema solare della stella Epsilon Eridani, realmente esistente, ad una decina di anni luce dalla Terra.
Il pianeta Axanar ruota attorno ad un sistema binario di stelle di Classe K, ossia stelle di colore arancio con una temperatura superficiale più fredda del Sole.

## B

### Bajor
La politica, la cultura e soprattutto la religione dei Bajoriani occupano un ruolo centrale negli eventi narrati nella serie Deep Space Nine, parti integranti della sceneggiatura al punto da configurarsi quasi come filo conduttore dell'intera serie.
Bajor è il terzo pianeta in orbita intorno alla stella Bajor-B'hava'el nel settore bajoriano. È un pianeta di Classe M con cinque lune: la quarta, Derna, è disabitata, mentre la quinta è un planetoide, anch'esso di Classe M, di nome Jeraddo. La crosta del pianeta è ricca di un minerale instabile, l'Uridium, che può esplodere se sottoposto ad un forte campo elettrico. Rispetto al pianeta Terra, Bajor ha una gravità 1,4 volte maggiore e un giorno di 26 ore.
Il clima, prettamente tropicale, e la conformazione del suolo hanno subito forti cambiamenti causati dai 50 anni di occupazione e sfruttamento delle risorse subita da Bajor da parte dei Cardassiani: la desertificazione è molto aumentata, molti terreni sono stati inquinati e alcuni corsi d'acqua sono stati modificati per favorire l'insediamento di installazioni minerarie. L'atmosfera di Bajor ha una tinta verdastra; per questo motivo, gli oceani visti dallo spazio appaiono più verdi che blu.

### Beta III
Beta III è un pianeta di Classe M che ha avuto come profeta nel 3733 a.C. Landru che predicava la pace e la coesistenza fra la sua gente. Egli costruisce un computer in grado di sostituirlo e proteggere il suo popolo dopo la sua morte. Ma presto il computer si rivela essere malvagio. Esso viene distrutto solo nel 2267

### Betazed
Betazed è il mondo natale dei betazoidi. Betazed, pianeta di classe M, si trova alle coordinate galattiche 292.3-93.3-88.1. Orbita attorno alla stella Beta Veldonna in 377,25 giorni, mentre la durata del giorno è di 25 ore. Ha tre lune, su una delle quali,  Lonita, di classe K, abita una colonia di betazoidi.
La sua atmosfera è molto simile a quella della Terra, sebbene con una maggiore concentrazione di ossigeno. La superficie è ricoperta dalle acque per circa il 78%, mentre le terre emerse si compongono di cinque continenti e numerose isole più piccole. I continenti sono ricoperti da foreste e da elevate montagne, che paiono riflettere la luce del sole a causa della loro particolare composizione mineralogica. Il sottosuolo, nonostante non sia ricco di materie prime, abbonda di un minerale chiamato "versina", sfaccettato e brillante, di colore verde.
Il pianeta ha un clima molto simile a quello terrestre, con un caldo equatore e fredde poli. Gli insediamenti della popolazione planetaria sono concentrati nella fascia temperata, caratterizzata da una temperatura media di 23 °C in estate e di 13 °C in inverno. Il pianeta è caratterizzato da forti venti e abbondanti piogge, che spesso, a causa anche della presenza delle tre lune, possono dare origine a violente tempeste, accompagnate da grandi mareggiate lungo le coste.
Medara è la capitale del pianeta, situata nel più grande dei cinque continenti. È qui che ha sede il consiglio delle Venti Case, che da tempo governa il pianeta. Si dice che sia un luogo molto piacevole, in cui si possa ben comprendere il vero spirito dei Betazoidi. 
'Dalaria è una grande città, sede del biennale Congresso degli Accordi Commerciali. Si tratta del più grande porto spaziale del pianeta. Essendo un luogo di scambio, è anche la città più tecnologicamente avanzata di Betazed. Infine, ospita la famosa università di Betazed, celebre soprattutto per i dipartimenti di Psicologia, Arte e Scienze.

### Bolarus IX
Pianeta di provenienza dei Bolariani.

### Breen
Il pianeta natale dei Breen e capitale della Confederazione Breen. Del pianeta si conoscono pochissimi dettagli, ma era credenza comune che fosse una landa ghiacciata.
Durante il secondo Impero Klingon il Cancelliere Mow'ga ordinò ad un'intera flotta di invadere il pianeta dei Breen, ma la flotta non fece mai ritorno.

## C

### Cardassia
Cardassia (conosciuto pure come "Cardassia I", "Cardassia Primo", in inglese Cardassia Prime) è un pianeta di Classe M. È il pianeta nativo dei Cardassiani.
Pianeta abitabile, ha una temperatura mediamente più alta rispetto a quella che molte specie umanoidi possono sopportare. Infatti, a differenza delle altre specie umanoidi (umani e Bajoriani, per esempio), i cardassiani preferiscono ambienti più caldi di una decina di gradi rispetto alla norma, oltre che poco luminosi. Infatti, durante l'occupazione cardassiana la stazione spaziale mineraria di Terok Nor (poi ribattezzata Deep Space Nine) aveva i controlli ambientali impostati su una temperatura di 32° C. È tipico il lamento del personaggio Elim Garak  della serie Star Trek: Deep Space Nine riguardo alle temperature fresche preferite dagli umanoidi non Cardassiani sulla stazione Deep Space Nine.
Il paesaggio del pianeta è spesso arido, sebbene animali e piante siano ancora dominanti sulla superficie.
Al momento della sua introduzione nell'universo di Star Trek, la popolazione dominante di Cardassia sono i Cardassiani.
Successivamente specie come i Jem'Hadar, i Vorta e i Breen si oppongono alla popolazione di Cardassia che ha deciso di resistere alle forze militari del Dominio combattendo al fianco della Federazione Unita dei Pianeti nella Guerra del Dominio.

### Callor V
Pianeta originario della corriera Moll, sorellastra di Cleveland "Book" Booker V.

### Cestus III
Cestus III è un pianeta di classe M situato vicino ai territori Gorn, nel quadrante beta. Ignara della presenza nella zona dei Metron, la Federazione, a metà del XXIII secolo, vi stabilì una colonia e un distaccamento della Flotta.
Nel 2267 le forze Gorn distrussero l'avamposto. Attirato da un falso messaggio di soccorso, James T. Kirk dovette affrontare un capitano gorn in un mortale duello, costretti entrambi dai Metron.

### Ceti Alpha V
Ceti Alpha V è il pianeta del sistema della stella Ceti Alpha, dove nel 2267 il capitano James T. Kirk abbandona Khan Noonien Singh, Marla McGivers e gli altri potenziati che hanno tentato di impadronirsi della USS Enterprise.
Nel 2285 Pavel Chekov e il capitano Clark Terrell della USS Reliant NCC-1864 vi fanno ritorno per errore, credendo di essere invece su Ceti Alpha VI, per localizzare un pianeta disabitato sul quale compiere un esperimento per il Progetto "Genesis". Khan Noonien Singh e i suoi seguaci li catturano e li rendono loro complici, inserendo nei loro orecchi delle larve parassite che, rilasciando una tossina, li rendono suscettibili al controllo mentale.

### Chin'toka
Il pianeta binario Chin'toka, appartenente all'omonimo sistema stellare, si trova in territorio cardassiano nei pressi del confine federale. Nel 2259 era in procinto di essere annesso alla Federazione. Durante la Guerra del Dominio questo sistema fu punto importante delle ostilità: i Jem'Hadar installarono un ripetitore subspaziale nel planetoide AR-558. Le forze alleate federali-romulane-klingon conquistarono il sistema e lo difesero strenuamente. Infine vennero pesantemente sconfitte grazie a un'arma dei Breen che si erano alleati con il Dominio. Nel 2401 il sistema è il sito di una discarica spaziale.

### Coridan
Il pianeta natale dei Coridani. Era ricco di risorse naturali, in particolare il dilitio. Nel 2268 Coridan entrò a far parte della Federazione.

## D

### D'Arsay
D'Arsay è un sistema stellare situato nel Quadrante Alfa che, nel XXIV secolo, non sembra ospitare forme di vita. Il sistema ha ospitato la civiltà omonima all'incirca 87 milioni di anni fa. La scomparsa degli abitanti di questo sistema fu dovuta all'aumentare dell'attività della stella centrale del sistema, che rese i pianeti, che orbitavano intorno a tale stella, dei mondi molto aridi.
Una grande cometa errante, scoperta nel 2370 nel settore 1156 (a più di due settori di distanza dal sistema D'Arsay), dalla USS Enterprise NCC-1701-D, rivela contenere al suo interno una specie di sonda con informazioni registrate sulla cultura e la mitologia di questa antica razza oramai estinta.
Il sistema e i suoi abitanti vengono menzionati nell'episodio della settima stagione della serie The Next Generation, Maschere (Masks, 1994).

### Daled IV
Daled IV è un pianeta situato tra lo spazio dei quadranti Alpha e Beta della galassia, quarto del sistema solare di Daled, che ospita le due fazioni della specie dei Dalediani, anche detti Allosomorfi. Il pianeta è infatti in rotazione sincrona, per cui una rotazione del pianeta corrisponde a una rivoluzione attorno alla stella Daled, in questo modo metà del pianeta è costantemente esposto alla luce e metà costantemente al buio. Questo ha dato origine a due culture radicalmente differenti.
Il pianeta è inoltre dotato di almeno tre lune, una delle quali, simile alla Luna, è abitata.

### Denobula
È il pianeta natale dei Denobulani, cui appartiene il dottor Phlox. È un Pianeta di classe M caratterizzato da un clima temperato. Phlox lo descrive come una sorta di paradiso, in quanto ricco di attrazioni turistiche, paesaggi incantevoli e luoghi di svago. L'unico aspetto negativo di Denobula sembra essere la sovrappopolazione (conta ben 12 miliardi di abitanti radunati in un continente), questo perché i Denobulani sono longevi e hanno famiglie ramificate molto numerose. Se questo può rappresentare un problema per un Terrestre, i Denobulani si sentono invece più a loro agio a vivere in ambienti chiassosi e affollati (tendono anzi ad avere la fobia degli spazi vuoti). Il pianeta ha avuto problemi di siccità, tanto che i Denobulani lo hanno dotato di stazioni meteorologiche e hanno aiutato pianeti simili al loro installando stazioni meteo simili anche in mondi con civiltà pre-curvatura (ad esempio su Halem'no).

### Dorvan V
Dorvan V è una ex colonia della Federazione dei Pianeti Uniti, passata sotto il controllo cardassiano, in seguito al trattato che ridisegnò i confini di queste due superpotenze. Era abitata da alcuni nativi americani che, dopo aver vagato per il Quadrante Alfa per quasi due secoli, si erano stabiliti su tale pianeta.
Alla stipula degli accordi di pace tra la Federazione e l'Unione cardassiana, nel rifiutare di abbandonare il pianeta come prescritto dal trattato, i suoi abitanti rinunciarono alla condizione di cittadini della Federazione, dando vita alla milizia dei Maquis, che continuò a combattere i Cardassiani.

## E

### El-Auria
El-Auria è il pianeta natale degli El-Auriani, distrutto dai Borg, costringendo gli El-Auriani all'esilio nella galassia.

### Eminiar VII
Pianeta natale degli Eminiariani, specie in perenne stato di guerra con i Vendikariani del vicino pianeta Vendikar.
Eminiar VII e Vendikar sono citati come esemplificazione di due pianeti abitabili nello stesso sistema stellare.Eminiar VII e Vendikar sono citati come esemplificazione di due pianeti abitabili nello stesso sistema stellare.

## F

### Ferenginar
Ferenginar è il pianeta natale dei Ferengi, è un pianeta di Classe M con caratteristiche atmosferiche molto stabili. Quasi sempre è battuto da forti piogge. Come risultato la lingua Ferengi possiede 178 parole differenti per "pioggia" e nessuna per "croccante", data l'umidità. È sede dell'Alleanza Ferengi.

## G

### Genesis
Pianeta creato dalla deflagrazione dell'ordigno terraformante Genesis, innescato da Khan Noonien Singh. Rivelatosi presto instabile, collasserà a breve distanza di tempo.
Genesis è presente nei film Star Trek II - L'ira di Khan (Star Trek II: The Wrath of Khan, 1982) e Star Trek III - Alla ricerca di Spock (Star Trek III: The Search for Spock, 1984).

## H

### Halem'no
Pianeta di classe M ma per la maggior parte dotato di ambienti inospitali di natura desertica. Un tempo fertile e ospitale, ha subito una graduale desertificazione che minacciava di far estinguere ogni forma di vita. I Denobulani, il cui pianeta Denobula è simile a Halem'no, hanno installato sul pianeta, nel XXIV secolo, cinque torri meteo per stimolare la pioggia, mimetizzandole da pilastri di roccia; nel XXXII secolo solo una di queste torri rimane funzionante, pur essendo in avaria, facendo rischiare l'estinzione alla civiltà pre-curvatura degli Halem'niti.

### Hima
Hima è un pianeta di classe M. Il suo insediamento principale è Requiem, centro commerciale di corrieri controllato nel 32º secolo dalla Catena di Smeraldo. Nel 3189 Michael Burnham finisce qui dopo aver lasciato il 23º secolo.

## I

### Illyria
Illyria è il pianeta del popolo degli Illyriani dotati di una particolare abilità nella bioingegneria e nel potenziamento, cosa vietata nella Federazione.

## J

### Janus VI
Pianeta sfruttato come miniera dagli Umani. È privo di atmosfera o dall'atmosfera rarefatta, come Marte; gli Horta che lo abitano hanno una biochimica al silicio, mentre gli insediamenti umani sono ricavati nel sottosuolo del pianeta.

## K

### Kaminar
Kaminar è un pianeta di classe M, patria di due specie senzienti, gli avanzati Ba'ul e i primitivi Kelpiani.
A differenza della Terra, che ha una catena alimentare, la mappa delle specie di questo pianeta è binaria, dove una forma di vita è predatrice o preda.
Nel primo secolo del I millennio aC, Kaminar era scarsamente popolato. La popolazione del pianeta era divisa in tre gruppi: I Ba'ul, i Kelpiani pre-vahar'ai e i Kelpiani post-vahar'ai. I post-vahar'ai erano la principale specie predatoria del pianeta, che predavano i Ba'ul. A partire dal I secolo d.c. , i Ba'aul furono quasi portati all'estinzione. Poi, ci fu un cambiamento, in cui la popolazione Ba'ul rimbalzò, con i post-vahar'ai che si estinsero.
Entro il XXIII secolo, i Ba'ul erano una specie tecnologicamente avanzata che richiedeva che i Kelpiani si sacrificassero ritualisticamente alle loro navi.
Il cielo del pianeta è dominato da diversi corpi vicini. Le forme di vita sul pianeta includevano animali volanti. I Kelpiani raccoglievano una pianta acquatica simile a un alghe, oltre a fiori.

### Karemma
Il pianeta natale dei Karemma, una specie parte del Dominio, si trova nel Quadrante Gamma.

### Kenfori
Si tratta di un pianeta contentente esclusivamente vita vegetale. Si trova al confine fra Federazione e Impero Klingon, ed è stato centro di scontri per il possesso. Sul pianeta vi era un avamposto scientifico federale che si occupava della coltura della Chimera, una rara pianta il cui fiore ha miracolose proprietà mediche. Durante la guerra contro i Kingon l'avamposto fu abbandonalo e il pianeta dichiarato zona interdetta con un flebile trattato.

### Kerkhov
Pianeta di classe J (un gigante gassoso) su una cui luna sono stati trovati reperti archeologici e rovine risalenti a un'antica ed estinta civiltà, i Kerkhoviani. Kerkhov si trova nella costellazione Eridani, precisamente nel sistema triplo di 40 Eridani, lo stesso del pianeta Vulcano, ma a differenza della patria dei Vulcaniani, che orbita la stella principale del sistema, Kerkhov orbita attorno a Eridani B.

### Khitomer
Khitomer si trova in territorio federale nei pressi dei confini con l'Impero Romulano e l'Impero Klingon. Nel 2293 è stato la sede della storica conferenza di pace che ha avvicinato l'Impero Klingon alla Federazione. In seguito il pianeta è diventato la sede di un avamposto klingon distrutto da un attacco romulano nel 2346.

### Kronos
Vedi Qo'noS.

### Kwejian
Pianeta di classe M abitato dal popolo omonimo, umani "empatici", che comunicano telepaticamente con piante e animali. Il pianeta viene distrutto dall'Anomalia nel 3190.

## M

### Mintaka III
Pianeta popolato da una civiltà proto-vulcaniana che si trova approssimativamente all'età del bronzo. La popolazione veniva studiata di nascosto dagli antropologi della Federazione. L'osservazione è stata interrotta in data stellare 43173.5.

## N

### Nibiru
Costituisce l'esempio per pianeti abitabili attorno a una nana rossa. La vegetazione potrebbe avere colorazione nera o rossa, per utilizzare la luce ricevuta dalla stella in un processo di fotosintesi.
Il pianeta, abitato da una specie pre-industriale, i Nibirani, appare nel film della Kelvin Timeline Into Darkness - Star Trek.

## O

### Ocampa
Ocampa è un pianeta situato nel Quadrante Delta, originario della specie degli Ocampa. Vi è nata Kes, salita a bordo della USS Voyager NCC-74656 dopo che questa è stata attirata nel Quadrante Delta dal Custode, dove vi svolge i compiti di infermiera e botanica.

### Omicron VII
Pianeta fertile ma inabitabile da esseri viventi a causa di una radiazione. Delle spore aliene però se entrano a contatto con un animale o un uomo possono proteggere dalle radiazione rendendo però il soggetto privo di ambizione ed emozioni negative. Il pianeta viene evacuato con i suoi abitanti umani evacuato dalla USS Enterprise (NCC-1701).

### Orione
Pianeta originario della specie degli Orioniani.

## P

### Persephone III
Pianeta di Classe M, terzo del sistema stellare Persephone, ospita una specie umanoide senziente dall'aspetto rettiloide chiamati Deleb.

## Q

### Qo'noS

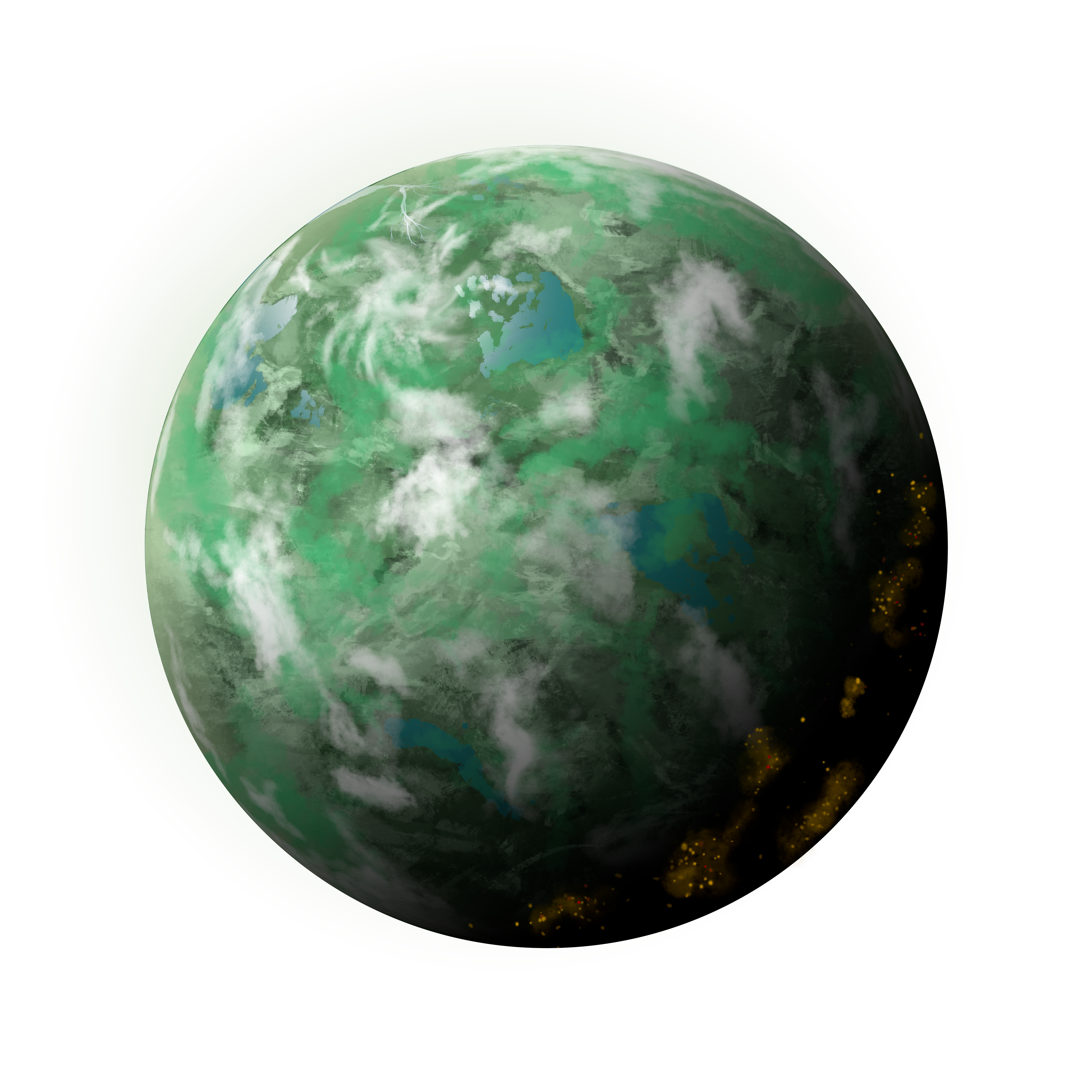
Rappresentazione amatoriale di Qo'noS

Qo'noS nella grafia klingon, Kronos nella grafia inglese, è il primo pianeta dell'Impero Klingon ed è grande circa una volta e mezzo la Terra. È il pianeta natale dei Klingon e capitale dell'Impero Klingon ed è grande circa una volta e mezzo la Terra. La capitale di Qo'nos è Prima Città (in inglese First City), mentre altre città sono Quam-Cee, Quin'lat e Tong Vey. Sul pianeta risiede l'Imperatore Klingon e ha sede l'Alto Consiglio dell'Impero Klingon.
Il pianeta è prevalentemente composto da terre emerse e i pochi mari esistenti presentano un tasso di salinità molto elevato. Le stagioni sono quasi inesistenti a causa della minima inclinazione dell'asse che si aggira intorno ai soli 2°.
A differenza di un normale Pianeta di Classe M, Qo'noS non possiede molta vegetazione e di conseguenza la quasi totalità delle specie animali sono carnivore. Sul pianeta è ampiamente praticata una sorta di agricoltura per produrre il vino di sangue, ma al posto delle viti sono "coltivati" dei vermi. Qo'noS ha un satellite di nome Praxis, andato distrutto in un incidente nel 2293.

## R

### Risa
Il pianeta Risa dista 90 anni luce dal sistema solare terrestre ed è illuminato da due soli. Il pianeta, detto anche "il pianeta del piacere" (in inglese pleasure planet), ospita numerose installazioni turistiche, visitate ogni anno da milioni di ospiti provenienti tutti i pianeti, che traggono beneficio dal clima tropicale controllato e dalle bellissime spiagge. Il sistema di regolazione del clima mantiene sotto controllo anche la geologia particolarmente instabile del pianeta.
Originaria del pianeta è la specie dei Risiani, una specie dai costumi sessuali molto aperti, che esprime il desiderio di trovare un partner esibendo una statuina chiamata horga'hn.

### Remus
Remus è un pianeta di Classe M dell'Impero Stellare Romulano, situato nello stesso sistema che ospita il mondo centrale dell'impero, Romulus. È il pianeta che ruota nell'orbita immediatamente esterna a quella di Romulus. Ruota attorno al sole del sistema romulano mostrandogli sempre la stessa faccia, la qual cosa comporta che la metà del pianeta sempre esposta al sole abbia una temperatura molto elevata. La parte posta sul lato oscuro del pianeta è abitata dai Remani, una misteriosa specie usata come schiavi dai Romulani. Non sono disponibili molte informazioni su questo pianeta: le scansioni dei servizi segreti della Flotta Stellare hanno tuttavia evidenziato l'esistenza di miniere di dilitio e di siti di fabbricazione di armi.

### Rigel
Il sistema stellare di Rigel, comprende almeno tre mondi abitati da diverse specie, tutte note sotto il nome di Rigeliani. Alcune di esse fanno parte dell'Assemblea Rigeliana.

#### Rigel III
Rigel III ospita la specie umanoide autoctona dei Chelon, i cui individui sono simili a tartarughe.

#### Rigel V
Rigel V ospita una specie lontana discendente dei Debrune (antenati anche dei Romulani) e quindi di origine Vulcaniana, stabilitasi sul pianeta in epoca remota, dopo essersi divisa dal gruppo principale sotto la guida del vice ammiraglio Torek.

#### Rigel VI
Rigel VI ospita la specie umanoide degli Jelna o Rigeliani propriamente detti.

#### Rigel VII
Rigel VII ospita la specie umanoide, primitiva e aggressiva, dei Kalar.

### Romulus
Romulus è un pianeta di Classe M colonizzato dai Vulcaniani che rifiutarono gli insegnamenti di Surak e abbandonarono Vulcano dando inizio alla civiltà dei Romulani. Romulus è quindi il pianeta madre colonizzato dai Vulcaniani che affrontarono l'esodo in tempi passati soggiogando gli abitanti originari di questo pianeta: i Remani.
La documentazione su tale pianeta è scarsa a causa della natura isolazionista e protettiva dei Romulani. L'Ammiraglio Jarok descrive Romulus come un mondo di incomparabile bellezza, tra cui spiccano la Valle di Chula, il Mare Apnex e le cascate di fuoco di Gal Gath'thong, oltre alla monumentale sede del Senato Imperiale che per la sua architettura ricorda la Roma imperiale.
Nel 2387 Romulus viene distrutto da una supernova e parte dei romulani vengono trasferiti altrove, inizialmente con l'aiuto delle Federazione, che però, in seguito alla distruzione di Marte da parte di un gruppo di androidi ribelli, interrompe l'aiuto ai romulani, cosa che causa l'abbandono della Flotta Stellare da parte di Jean-Luc Picard.

### Rura Penthe

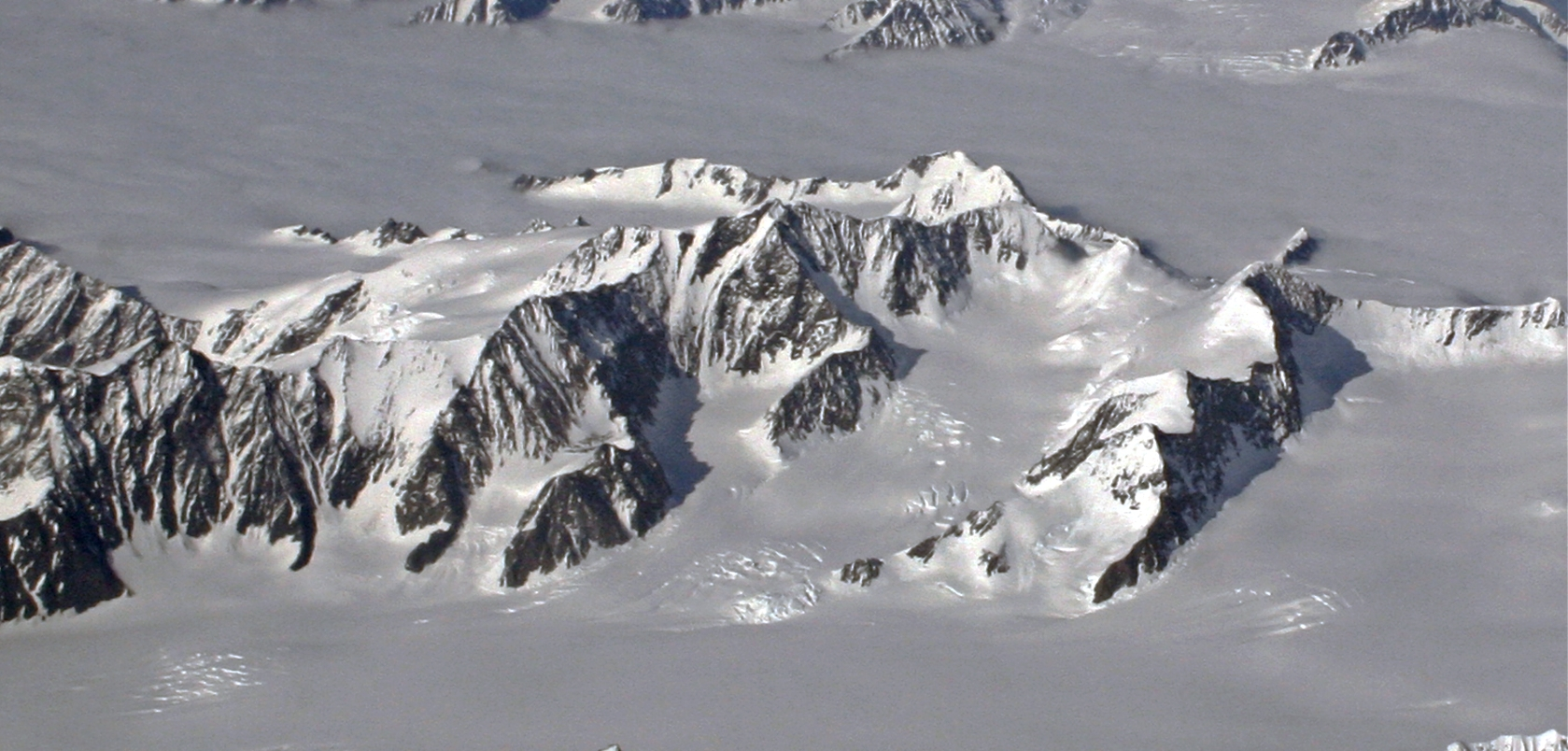
Il monte Gannett, e in particolare il ghiacciaio Colony, in Alaska furono impiegati quali set per le scene in esterno del film Rotta verso l'ignoto.

Rura Penthe è un asteroide posizionato vicino al confine con la Federazione che viene impiegato dai Klingon come colonia penale. È noto anche con il soprannome de "il cimitero degli alieni". I Klingon la adoperano con questo scopo già a partire dagli inizi del XXII secolo e, durante il XXIII l'esilio alle sue miniere sotterranee di dilitio è una delle pene più temute in tutto l'Impero Klingon e fra i suoi nemici. Si racconta che quasi nessuno sopravviva più di un anno nelle miniere.
Il nome dell'asteroide è un riferimento al campo di lavoro per schiavi che ispira la rivolta del Capitano Nemo contro la società nella trasposizione cinematografica del 1954 del romanzo Ventimila leghe sotto i mari di Jules Verne. Nelle intenzioni dei suoi creatori, ovvero Leonard Nimoy e Nicholas Meyer, per il film Rotta verso l'ignoto, la colonia penale rappresenta inoltre una metafora dei gulag sovietici.
Caratteristiche
La temperatura sulla superficie di Rura Penthe è estremamente bassa e l'asteroide è completamente rivestito di ghiacciai. Senza un abbigliamento adeguato, nessuna forma di vita può sopravvivervi, per questo motivo la maggior parte delle attività di estrazione avvengono nel sottosuolo. Uno scudo magnetico circonda la miniera e una vasta area circostante, impedendo che i prigionieri possano essere teletrasportati. Non ci sono ulteriori misure di sicurezza, poiché sono largamente superflue dato il rigido clima di superficie.
L'asteroide contiene una delle più importanti risorse di minerale di dilitio dell'Impero. Per estrarre il prezioso materiale, vi è stata installata una colonia penale per Klingon e prigionieri alieni, che fornisce una sufficiente forza lavoro per lo sfruttamento estensivo delle risorse dell'asteroide.
Storia
Nel film Rotta verso l'ignoto, che si svolge nel 2293 secondo la cronologia di Star Trek, il capitano della Flotta Stellare James T. Kirk e il comandante Leonard McCoy vengono condannati ai lavori forzati a vita su Rura Penthe. Dopo pochi giorni, comunque, entrambi scappano e possono infine essere teletrasportati a bordo della loro nave. 
Nell'episodio Il processo della serie televisiva Star Trek: Enterprise (seconda stagione), ambientato prima del film nel 2152 secondo la cronologia di Star Trek, il capitano della Flotta Stellare Jonathan Archer e il suo ex avvocato klingon Kolos vengono condannati da un tribunale di Nerendra III a lavori forzati su Rura Penthe (Archer per il resto della sua vita e Kolos per la durata di un anno). Archer comunque è presto soccorso dal suo equipaggio, mentre Kolos decide di rimanere.
Nel film Star Trek del 2009, prequel della serie classica di Star Trek e reboot della serie cinematografica, Uhura spiega di avere captato una trasmissione di emergenza da un pianeta prigione Klingon. In una scena eliminata viene rivelato che tale pianeta è Rura Penthe, nel quale sarà internato il romulano Nero, proveniente dal futuro, per venticinque anni: durante la fuga del malvagio capitano e del suo equipaggio quarantasette navi Klingon vengono distrutte dalla Narada, l'astronave di Nero.

## S

### Solum
Pianeta d'origine dei Vau N'Akat. Si trova nel quadrante Delta.

## T

### Tagus III
Tagus III è un pianeta di Classe M immaginario dell'universo fantascientifico di Star Trek. Situato nel Quadrante Alfa, è abitato da una specie apparentemente isolazionista conosciuta come Taguani. La civiltà è fiorita su questo pianeta due miliardi di anni fa, quando sulla Terra si stava evolvendo il primo organismo monocellulare. Ancora nel XXIV secolo molto dell'antichissima civiltà di questo pianeta rimane un mistero, anche se Tagus III rimane l'oggetto delle ricerche e dell'entusiasmo di molti studiosi e appassionati. La prima missione archeologica su questo pianeta risale a 22 000 anni or sono. Finora vi sono stati effettuati ben 947 scavi, di cui solo 74 hanno rivelato scoperte degne di essere prese in considerazione. Negli ultimi tempi i Taguani hanno proibito ulteriori scavi sul pianeta, limitando in questo modo gli studi degli archeologi. Nel 2367 il capitano Jean-Luc Picard della USS Enterprise (NCC-1701-D), prolifico archeologo dilettante, inaugura il simposio annuale del Consiglio Archeologico della Federazione sostenendo di aver elaborato delle interessanti ipotesi sul mistero dell'antica civiltà taguana.

### Talos IV
Talos IV è un pianeta di Classe M che ospita la specie dei Talosiani, rifugiatasi sottoterra dopo una terribile guerra.

### Tellar Prime
Tellar Prime (oppure semplicemente Tellar) è il pianeta natale dei Tellariti, ha due lune, Kera e Phinda. Buone argomentazioni sono considerate uno sport su Tellar.

### Terra
Pianeta natale dell'umanità, capitale della Federazione dei pianeti uniti e sede della Flotta Stellare.

### Terralysium
Terralysium è un pianeta nel Quadrante Beta, a 50.000 anni luce dalla Terra. Nel 2063 fu colonizzato da un gruppo di umani salvati da Gabrielle Burnham.

### Tholia
Tholia è il pianeta natale dei Tholiani.

### Trill
Trill è il nome comune e più conosciuto del pianeta di Classe M, patria della razza simbiontica dei Trill, membri della Federazione; più specificamente, il pianeta è chiamato Threll V, ovvero il 5º pianeta del sistema Threll. È membro 
Sul pianeta si sono sviluppate due forme di vita senzienti, una razza umanoide e una specie di piccoli simbionti vermiformi, che hanno sviluppato nel tempo la capacità di stabilire un'unione simbiotica. La maggior parte dei tratti della personalità e dei ricordi della forma di vita combinata sono forniti dai simbionti, che vivono estremamente a lungo. Quindi l'aspetto esteriore di un Trill non è necessariamente concorde con la sua età. I simbionti possono essere considerati come delle capsule del tempo viventi, che preservano i valori e le antiche tradizioni di Trill.
Tra le atrazioni del pianeta vi sono le scogliere di ghiaccio di Teneran, alte circa 60 metri, che si trovano all'estremità più fredda dell'emisfero meridionale e che raggiungono il massimo del loro splendore appena prima del tramonto; le caverne di Mak'ala, che contengono delle pozze interconnesse tra loro che si estendono per chilometri sottoterra, nelle quali si riproducono i simbionti Trill; i bagni di Trill, aperti ed ariosi, un luogo incantevole per un picnic.
Tra i piatti tipici della cucina Trill vi sono lo stufato Kohlanese, la birra maraltiana e la fonduta di cioccolata bianca.

### Turkana IV
Turkana IV è il quarto pianeta del sistema stellare Turkana, nel Quadrante Beta della galassia. Su di esso si è insediata una colonia terrestre, ma la convivenza sul pianeta è presto fallita, dando vita a una guerra civile tra due fazioni contrapposte, la Coalizione e l'Alleanza. Tasha Yar e Ishara Yar sono cresciute su questo pianeta entrando presto a far parte della Coalizione. Tuttavia, divenuta adulta, Tasha ha preferito abbandonare la colonia per unirsi alla Flotta Stellare, divenendo ufficiale capo della sicurezza a bordo dell'astronave di Classe Galaxy USS Enterprise NCC-1701-D, capitanata da Jean-Luc Picard. Ishara è invece rimasta a combattere sul pianeta.

## V

### Vendikar
Pianeta natale dei Vendikariani, specie in perenne stato di guerra con gli Eminiariani del vicino pianeta Eminiar VII.
Eminiar VII e Vendikar sono citati come esemplificazione di due pianeti abitabili nello stesso sistema stellare.

### Veridiano III
Pianeta disabitato.
Nel 2371 il dottor Soran ha tentato di spegnerne il suo sole per poter rientrare nel Nexus. Nel tentativo di fermarlo, il Capitano Kirk ha perso la vita sulla cima di una montagna di questo pianeta. Coinvolta in questa vicenda, la sezione a disco dell'Enterprise è naufragata sulla superficie di questo pianeta.

### Vulcano

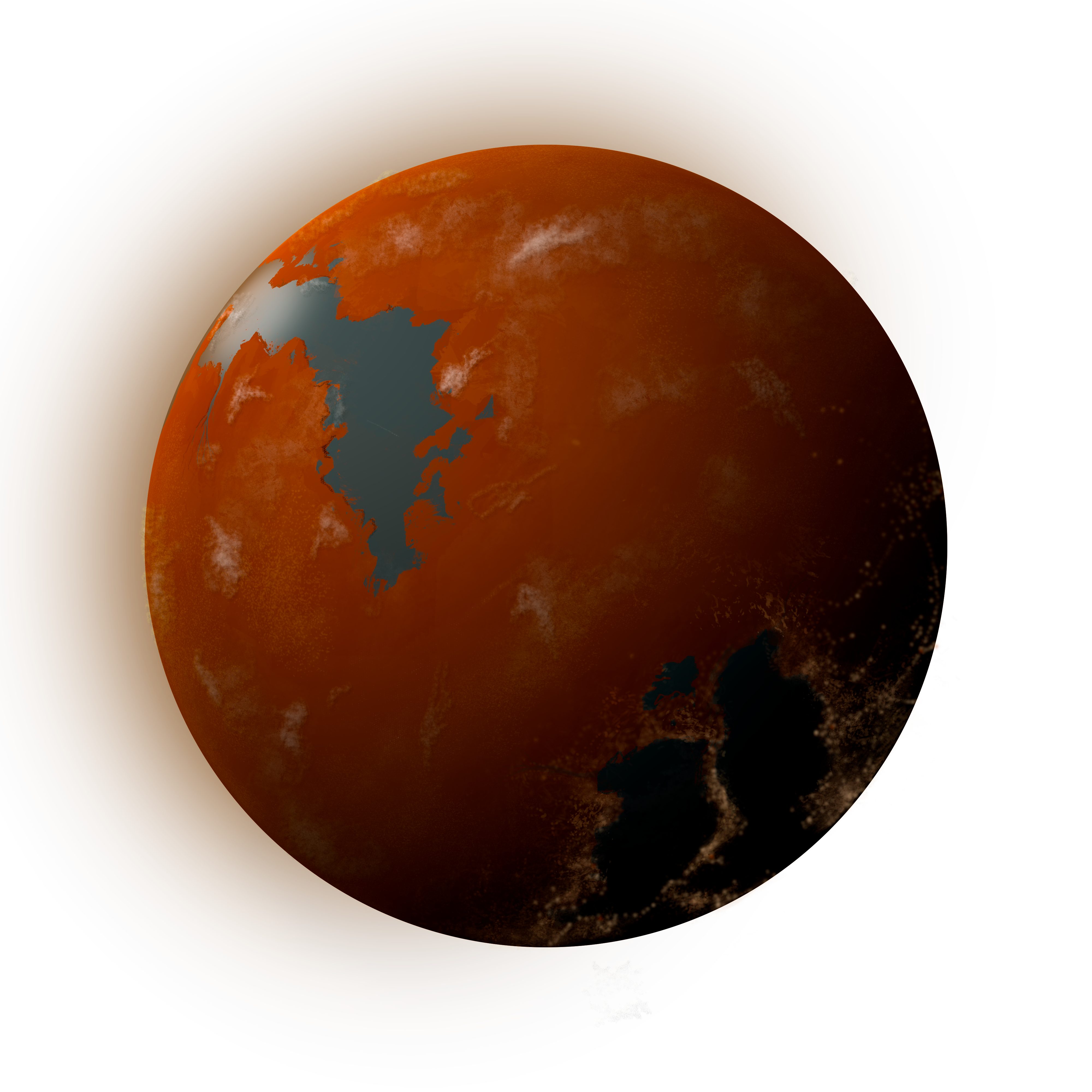
Rappresentazione amatoriale di Vulcano.

Vulcano è un pianeta, patria dei Vulcaniani, orbitante intorno a un'imprecisata stella, a sedici anni luce dal Sole: si trova vicino a Betazed, Andoria, Tellar e Alfa Centauri.

## X

### Xahea
Un pianeta di Classe M, patria degli Xaheani. Xahea era noto per la sua bellezza e per i grandi giacimenti di dilitio.

## Y

### Ysida
Pianeta di classe P in cui trova rifugio il capitano Chakotay con la USS Protostar dopo la sua fuga da Solum.